# SB a Lech Wałęsa. Przyczynek do biografii
SB a Lech Wałęsa. Przyczynek do biografii – monografia Sławomira Cenckiewicza i Piotra Gontarczyka, wydana w 2008 w Warszawie przez Instytut Pamięci Narodowej.
Publikacja jest próbą wyjaśnienia relacji Lecha Wałęsy z komunistyczną Służbą Bezpieczeństwa (SB). Autorzy wykorzystując wszystkie ówcześnie dostępne źródła podjęli próbę wyjaśnienia sprawy tajnego współpracownika „Bolek”, a także losów dokumentów SB dotyczących jego osoby. Okres do 1990 opracował Sławomir Cenckiewicz, a po 1990 Piotr Gontarczyk. Wstęp napisał prezes Instytutu Pamięci Narodowej Janusz Kurtyka, a recenzentami byli: Andrzej Chojnowski, Marek Kazimierz Kamiński, Andrzej Nowak i Andrzej Zybertowicz.
Publikacja została wydana przez Instytut Pamięci Narodowej w serii „Monografie”. Liczy 751 stron, w tym 130 stron skanów i fotokopii dokumentów źródłowych. Była dostępna w postaci elektronicznej na Portalu Edukacyjnym IPN Pamięć.pl.

## Treść

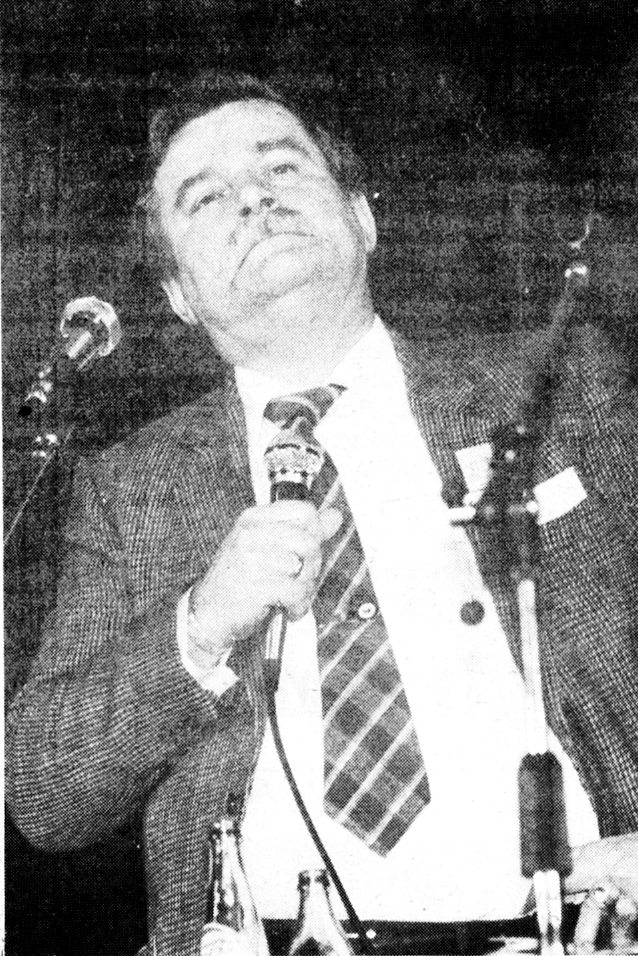
Lech Wałęsa, 1990

- Lech Wałęsa był agentem SB o numerze ewidencyjnym 12535, zarejestrowanym 29 XII 1970 jako tajny współpracownik „Bolek” i zwerbowanym prawdopodobnie 19 XII 1970 na zasadzie dobrowolności przez kpt. SB Edwarda Graczyka. Wyrejestrowano go z ewidencji operacyjnej SB 19 VI 1976 z powodu „niechęci do współpracy”.
- „Bolek” przekazywał SB m.in. informacje o nastrojach na wydziale W-4 Stoczni Gdańskiej, okolicznościach podpalenia siedziby PZPR w Gdańsku, o odszkodowaniach za grudzień 1970 r, o próbie zakłócenia pochodu 1 maja w 1971 r. Ponadto identyfikował na filmie uczestników protestu grudniowego.
- „Bolek” donosił także na kolegów z pracy. Łącznie donosy objęły co najmniej 24 osoby, a przede wszystkim Józefa Szylera. W rezultacie ofiary donosów były w rozmaity sposób prześladowane i szykanowane.
- „Bolek” kontaktował się z trzema oficerami SB – kpt. Edwardem Graczykiem, kpt. Henrykiem Rapaczyńskim i kpt. Zenonem Ratkiewiczem. W spotkaniu kontrolnym z „Bolkiem” wziął również udział kpt. Czesław Wojtalik. Donosy przekazywane były także za pośrednictwem rezydenta SB na terenie stoczni kpt. Józefa Dąbka.
- „Bolek” był oceniany pozytywnie przez funkcjonariuszy SB. Zwracano uwagę na jego punktualność, zdyscyplinowanie, chęć współpracy, skrupulatność, pomysłowość i zaangażowanie. Wykonywał zadania operacyjne także w trakcie choroby.
- Zachowana dokumentacja dotycząca działalności TW „Bolek” jest na tyle skąpa, że nie pozwala na całościowy opis i ocenę jego aktywności.
- W latach 70. gdańska SB miała czterech agentów o kryptonimie „Bolek”, ale tylko jeden z nich mieszkał w Gdańsku i pracował w Stoczni Gdańskiej.
- W latach 1980–1981 Wałęsa utrzymywał poufne kontakty z władzami komunistycznymi, m.in. spotykał się skrycie z wiceministrem Spraw Wewnętrznych Adamem Krzysztoporskim.
- Podczas internowania Wałęsy w stanie wojennym zainicjowano działania operacyjne, których celem było skompromitowanie go ujawnieniem współpracy z SB w oczach podziemia oraz świata zachodniego (tak by nie dostał pokojowej Nagrody Nobla).
- W latach 90. z pomocą m.in. szefa MSW Andrzeja Milczanowskiego, zgromadzona na temat TW „Bolka” dokumentacja SB została dwukrotnie wypożyczona do Kancelarii Prezydenta i zdekompletowana przez Lecha Wałęsę.
- W latach 90. zarzuty wobec Andrzeja Milczanowskiego, Jerzego Koniecznego i Gromosława Czempińskiego dotyczące utraty dokumentów dotyczących sprawy TW „Bolka” (zarzuty zgodne z art. 262 d.kk) zostały prawomocnym postanowieniem umorzone. Działanie to było podyktowanie zmianami w prawie karnym.
- W latach 1992–1995 w miejsce niektórych oryginalnych dokumentów dotyczących sprawy TW „Bolka” pojawiły się fałszywki.
- W roku 2000 Sąd Lustracyjny wadliwie ocenił dowody nt. Wałęsy i pominął ich część.
- Komplet informacji na temat agenturalnej przeszłości osób publicznych w Polsce dziś znajduje się zapewne tylko w jednym miejscu. Nie w Warszawie, bo tu znaczną część zniszczono, a w Moskwie. Najprawdopodobniej tam właśnie znajduje się oryginalna teczka „Bolka”.

## Kwestia Edwarda Graczyka
Po publikacji książki Instytut Pamięci Narodowej poinformował, że „na 692 stronie ww. książki stwierdzono, że świadek Edward Graczyk nie żyje, a data śmierci jest nieznana. Przy jego nazwisku napisano też, że to on zwerbował Lecha Wałęsę. Tymczasem świadek żyje i twierdzi zupełnie co innego”. Tą osobą jest funkcjonariusz SB, kpt. Edward Graczyk, który w 1970 miał zwerbować i złamać Lecha Wałęsę. Tezę tę autorzy oparli na orzeczeniu sądu lustracyjnego z 2000. W tym czasie w biurze sędziego Bogusława Nizieńskiego, rzecznika interesu publicznego (prokuratora lustracyjnego) pracował współautor książki Piotr Gontarczyk, ale jak twierdzi sprawą lustracji Wałęsy się nie zajmował. Informację o śmierci Graczyka sąd dostał od UOP.
Jak przyznał Sławomir Cenckiewicz, sąd lustracyjny dysponuje dostępem do systemu PESEL, na podstawie którego możliwe jest sprawdzenie, czy dana osoba żyje oraz jej miejsce zamieszkania, zaś naukowcy IPN nie mają dostępu do systemu danych PESEL, do którego mają dostęp prokuratorzy.
Graczyka odnaleźli już po opublikowaniu książki prokuratorzy pionu śledczego IPN w Białymstoku, po numerze PESEL. Z książki wynika, że autorzy czytali akta personalne Graczyka, ale tam adnotacji o śmierci Edwarda Graczyka nie było. Lech Wałęsa w wypowiedzi dla „Gazety Wyborczej” stwierdził, że „IPN celowo uśmiercił kluczowego świadka” oraz zaprzeczył, że przyjmował pieniądze. Odnaleziony Graczyk w przesłuchaniu przed IPN potwierdził fakt odbycia kilkukrotnych spotkań z Wałęsą, przekazywania mu pieniędzy, w tym 1500 zł na koszty podróży do Warszawy oraz posługiwaniem się pseudonimem „Bolek” wobec jego osoby. Stwierdził, że Wałęsa nigdy nie podpisał żadnego dokumentu odbioru pieniędzy, dlatego dziwi się, że jest on podpisany ps. „Bolek”. Drugiego dokumentu w ogóle nie rozpoznał. Ostatecznie zeznał: „Kategorycznie stwierdzam, że nic nie wiem, aby pan Lech Wałęsa był tajnym współpracownikiem służb bezpieczeństwa” oraz „Powtarzam jeszcze raz, że żadna osoba nie została pokrzywdzona w związku z informacjami, jakie otrzymywałem od Lecha Wałęsy”.

## Krytyka

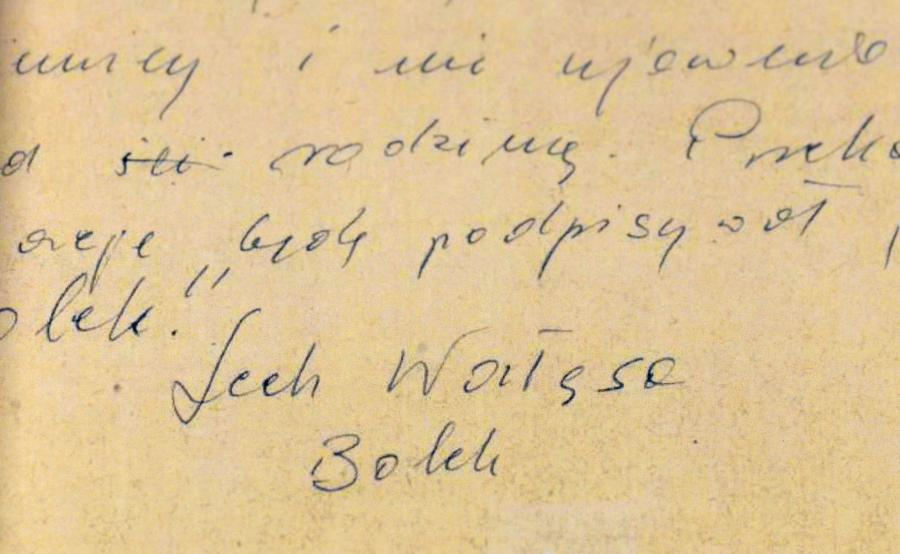
Fragment zobowiązania TW Bolka do współpracy ze Służbą Bezpieczeństwa

Przeciw wydaniu książki jako publikacji naukowej IPN zaprotestowała Maria Dmochowska, wiceprezes IPN, która uznała ją za „daleką od misji, jaką ma spełniać Instytut”. Krytycznie odniosła się też do faktu, że jest to „pierwsza i jedyna publikacja o Lechu Wałęsie, którą IPN przygotował, zamiast podjęcia wysiłku opracowania wieloźródłowej, rzetelnej, pozbawionej elementów publicystycznych, monografii”.
Według Antoniego Dudka publikacja „nie daje twardych bezpośrednich dowodów, że „Bolkiem” był Wałęsa”, pomimo że zawiera „dużą liczbę dowodów poszlakowych np. oryginalne dokumenty SB, w których wspomina się, że Lech Wałęsa był tajnym współpracownikiem”. Ponadto autorzy „nie przedstawili własnoręcznie pisanych donosów czy podpisów na pokwitowaniu odbioru pieniędzy” przez TW Bolka. Zaś „jednoznacznie interpretują zebrane materiały na niekorzyść Wałęsy”.
Książkę jako jednostronną i nieobiektywną zrecenzował również Andrzej Friszke, który swoją opinię podtrzymał po polemice z jej autorami.
Andrzej Paczkowski uznał publikację za rzetelną, zgłosił jednak wątpliwości co do wartości niektórych dokumentów i obiektywizmu autorów.
Komitet Helsiński przed publikacją książki wyraził „zaniepokojenie, że IPN publikuje opracowanie, którego współautorem jest aktualny Dyrektor Biura Lustracyjnego IPN”.

## Odpowiedź na krytykę
Piotr Gontarczyk zarzucił Komitetowi Helsińskiemu manipulację, angażowanie się w spór polityczny oraz nawoływanie do ograniczenia wolności badań naukowych.
Książkę pozytywnie ocenili m.in. prof. dr hab. Andrzej Chojnowski (Instytut Historyczny Uniwersytetu Warszawskiego), prof. dr hab. Marek Kazimierz Kamiński (Instytut Historii PAN), dr hab. Andrzej Nowak (profesor Uniwersytetu Jagiellońskiego) i dr hab. Andrzej Zybertowicz (profesor Uniwersytetu Mikołaja Kopernika).
W odpowiedzi na nieprzychylne recenzje książki ze strony Andrzeja Friszke i dziennikarzy „Gazety Wyborczej” (Romana Daszczyńskiego i Wojciecha Czuchnowskiego i Adama Leszczyńskiego), prof. Paweł Wieczorkiewicz bronił jej autorów i krytycznie wyraził się o metodzie i argumentach recenzentów.